# Hegemony (seria)
Hegemony – seria komputerowych gier strategicznych opracowanych przez kanadyjskie studio Longbow Games. Gry łączą elementy historycznej strategii globalnej z bitwami w czasie rzeczywistym, rozgrywanymi na jednej, ciągłej mapie. Tytuł nawiązuje do pojęcia hegemonii, oznaczającego polityczną, ekonomiczną lub militarną przewagę bądź kontrolę jednego państwa nad innymi.

## Proces gry
Seria Hegemony koncentruje się na zarządzaniu imperium, podboju nowych terytoriów oraz gospodarce zasobami. Gracze mogą korzystać z dwóch rodzajów widoków: strategicznej mapy 2D oraz taktycznej mapy 3D. Rozgrywka odbywa się w czasie rzeczywistym, z możliwością wstrzymania gry w dowolnym momencie.
W grach zaimplementowano system tworzenia łańcuchów dostaw. Połączone siecią infrastruktury centra zaopatrzenia zapewniają dostawy dla armii gracza. Tytuły z serii oferują zarówno historyczne scenariusze kampanii (m.in. Filipa II Macedońskiego, Juliusza Cezara, Pyrrusa z Epiru), jak i tryb piaskownicy, w którym gracze zdobywają punkty hegemonii. Zwycięstwo zależy od kombinacji przewagi kulturowej, militarnej i ekonomicznej.
W Hegemony Gold kampania opisuje drogę Filipa Macedońskiego do uczynienia Macedonii potęgą zdolną do pokonania Imperium Perskiego. Hegemony Rome: Rise of Caesar przedstawia działania Juliusza Cezara podczas wojen galijskich. Dodano w niej możliwość budowania obozów polowych oraz wznoszenia umocnionych mostów, służących do zabezpieczania przesmyków i pełniących rolę wysuniętych baz. Hegemony Rome kładzie nacisk na szybkie tempo kampanii oraz liczne bitwy, charakteryzujące wojny galijskie. W Hegemony III najważniejszy jest tryb piaskownicy, w którym misje pojawiają się dynamicznie wraz z postępem gry, bez ustalonej narracji historycznej.

## Seria gier
- Hegemony Gold: Wars of Ancient Greece
- Hegemony Rome: The Rise of Caesar
- Hegemony III: Clash of the Ancients